# Salvador Luria
Salvador Edward Luria, rojen kot Salvatore Edoardo Luria, italijansko-ameriški mikrobiolog, molekularni biolog in akademik, nobelovec, * 13. avgust 1912, Torino, Kraljevina Italija, † 6. februar 1991, Lexington, Massachusetts, Združene države Amerike.
S sodelavcem Maxom Delbrückom sta razvozlala genetski mehanizem razvoja bakterijske odpornosti proti virusom, za kar sta s še enim sodelavcem, Alfredom Hersheyjem, leta 1969 prejela Nobelovo nagrado za fiziologijo ali medicino.

## Življenjepis
Odraščal je v času vzpona fašizma v Italiji, pri čemer je nanj velik vtis naredil odpor njegovih učiteljev proti tej ideologiji. Kot učenec sicer ni izstopal in sprva ni imel ambicije po karieri znanstvenika; na prigovarjanje staršev je vpisal študij medicine na Univerzi v Torinu, kjer je diplomiral leta 1935, vendar zdravnik ni želel postati. Namesto tega je izbral specializacijo iz radiologije, ki mu je omogočila združiti zanimanje za fiziko in biologijo. Prekinil jo je v letih 1936–1937 zaradi služenja vojaškega roka, nato pa jo odšel končat na Univerzo v Rimu, kjer se poleg tega resneje poglobil v fiziko. Tu se je seznanil z Delbrückovimi idejami o genih kot molekulah in z bakteriofagi.
Do konca leta 1938 mu je bilo zaradi antisemitske politike (sam je bil judovskega porekla) udejstvovanje v akademskih krogih povsem preprečeno, zato je odšel v Pariz, kmalu po tistem pa je pred napredujočo nemško vojsko ušel preko Portugalske v Združene države Amerike. Tu je po Fermijevem posredovanju dobil štipendijo Rockefellerjevega sklada za delo na Univerzi Columbia v New Yorku, kmalu po prihodu je spremenil tudi ime.
Delbrücka je spoznal konec leta 1940 in naslednje poletje preživel na raziskovalnem obisku pri njem v Laboratoriju Cold Spring Harbor. Tam sta preučevala razmnoževanje bakteriofagov, vendar sta imela težave z interpretacijo rezultatov poskusov, saj osnove zgradbe in delovanja DNK še niso bile znane. Po tistem je z biofizikom Thomasom Andersonom naredil prve posnetke bakteriofagov z elektronskim mikroskopom in natančno izmeril njihovo velikost, kar mu je prineslo štipendijo Guggenheimovega sklada za nadaljevanje sodelovanja z Delbrückom na Univerzi Vanderbilt. Leta 1943 je nato postal predavatelj na Univerzi Indiane, kjer sta izvedla njun znamenit poskus, s katerim sta dokazala, da lahko bakterije s spontanimi mutacijami razvijejo odpornost proti bakteriofagom. To je bil ključni dokaz, da ima mehanizem odpornosti genetsko osnovo in ne deluje po lamarkističnih načelih kot je bilo stališče nekaterih raziskovalcev tistega časa.
S svojim delom sta navdušila kolega Alfreda Hersheyja, s katerim so po srečanju leta 1943 tvorili jedro t. i. »fagne skupine« raziskovalcev, saj so menili, da so bakteriofagi uporaben model za odkrivanje osnov molekularne biologije. V naslednjih letih so pritegnili še več znanstvenikov in postavili standarde za raziskave da bi omogočili primerljivost izsledkov. Luria je nadaljeval s poučevanjem na Univerzi Indiane, kjer je bil njegov prvi doktorski študent James D. Watson, kasnejši soodkritelj kemijske zgradbe DNK. Leta 1945 se je poročil s psihologinjo Zello Hurwitz, leta 1947 je prevzel ameriško državljanstvo, dve leti kasneje se mu je rodil sin Daniel. Po selitvi na Univerzo Illinoisa v Urbani-Champaign leta 1950 je prispeval še eno pomembno odkritje, namreč da so bakterije sposobne z encimi zavreti aktivnost bakteriofagov. Izkazalo se je, da gre za nov razred encimov, kasneje poimenovanih restrikcijski encimi oz. restriktaze, ki cepijo fagno DNK na določenih mestih, lastna DNK bakterij pa je zaščitena z metilacijo. Restriktaze so postale ključno orodje pri novi tehnologiji rekombinantne DNK.
V študijskem letu 1958/59 je odšel kot svetovalec na Tehnološki inštitut Massachusettsa (MIT), kjer je kasneje postal predstojnik reorganiziranega študijskega programa mikrobiologije. Pozornost, ki so je bile zdaj deležne raziskave bakteriofagov, mu namreč ni odgovarjala, zato se je želel posvetiti manj obleganemu področju. V ta namen je leto dni preživel v Parizu pri Jacquesu Monodu, kjer se je seznanil z encimskim delovanjem v bakterijskih membranah in nato naslednje desetletje svoje kariere posvetil protimikrobnemu delovanju kolicinov. Leta 1972 je na MIT postal direktor novega centra za raziskave raka, kjer je bil eden od njegovih prvih sodelavcev kasnejši nobelovec David Baltimore. Center je vodil do svoje upokojitve leta 1985, v tem zadnjem obdobju svoje kariere je deloval predvsem kot organizator in mentor mlajšim raziskovalcem.
Poleg raziskovalnega dela je bil znan tudi po pogostem javnem opredeljevanju do različnih družbenih problemov. V 1950. letih se je pridružil skupini znanstvenikov pod Paulingovim vodstvom, ki je opozarjala na nevarnosti jedrske tehnologije (posebej jedrskega orožja), kasneje pa je kot udeleženec mirovnega gibanja kritiziral tudi ameriško posredovanje v vietnamski vojni. Administracija takratnega predsednika Nixona mu je zaradi tega preprečila svetovanje pri projektih Nacionalnih inštitutov za zdravje, vendar resnejših posledic ni občutil. Napisal je tudi poljudnoznanstveno knjigo Life: the Unfinished Experiment, za katero je leta 1974 prejel priznanje National Book Award.

## Priznanja
Za prelomna odkritja na področju genetike bakteriofagov, zaradi katerih velja za enega od začetnikov molekularne biologije, je s sodelavci prejel številna priznanja. Z Delbrückom in Herscheyjem so si leta 1969 razdelili Nobelovo nagrado za fiziologijo in medicino. Istega leta sta Luria in Delbrück prejela tudi nagrado Louise Gross Horwitz, ki jo podeljuje Univerza Columbia, Luria pa je leta 1991 prejel še nacionalno medaljo znanosti ZDA.
Bil je tudi član Ameriške akademije umetnosti in znanosti (od 1959) in Nacionalne akademije znanosti ZDA (od 1960) ter prejemnik več častnih doktoratov različnih univerz.